# Pays d'Aix Venelles Volley-Ball 2017-2018
Questa voce raccoglie le informazioni riguardanti il Pays d'Aix Venelles Volley-Ball nelle competizioni ufficiali della stagione 2017-2018.

## Organigramma societario
Area direttiva
- Presidente: Bernard Soulas

Area tecnica
- Allenatore: André Felix
- Allenatore in seconda: Franck Bonhomme

## Rosa
| N° | Nome                 | Ruolo | Data di nascita  | Nazionalità sportiva |
| -- | -------------------- | ----- | ---------------- | -------------------- |
| 1  | Lucie Smutná         | P     | 14 aprile 1991   | Rep. Ceca            |
| 2  | Tamara Matos         | C     | 19 luglio 1985   | Brasile              |
| 3  | Anna Noblet          | L     | 17 giugno 2000   | Francia              |
| 4  | Dominika Drobňáková  | S     | 4 giugno 1992    | Slovacchia           |
| 5  | Marielle Bousquet    | L     | 5 aprile 1985    | Francia              |
| 6  | Jasna Majstorović    | S     | 23 aprile 1984   | Serbia               |
| 7  | Marija Milović       | C     | 16 luglio 1989   | Montenegro           |
| 8  | Antonija Jozić       | C     | 30 luglio 1993   | Croazia              |
| 9  | Pauline Martin       | C     | 20 ottobre 1995  | Francia              |
| 10 | Eli Uattara          | S     | 21 agosto 1994   | Russia               |
| 11 | Marie Salbot         | S/O   | 24 novembre 1996 | Francia              |
| 12 | Chloé Melis          | C     | 23 luglio 1999   | Francia              |
| 13 | Anastasija Artem'eva | O     | 4 dicembre 1989  | Azerbaigian          |
| 16 | Sophie Rossard       | P     | 4 giugno 1994    | Francia              |